# Ciornii, Jovkva
Ciornii (în ucraineană Чорнії) este un sat în comuna Deveatîr din raionul Jovkva, regiunea Liov, Ucraina.

## Demografie
Componența lingvistică a localității Ciornii
     Ucraineană (100%)
Conform recensământului din 2001, toată populația localității Ciornii era vorbitoare de ucraineană (100%).